# Giải BAFTA lần thứ 32
Giải BAFTA lần thứ 32, được trao bởi Viện Hàn lâm Nghệ thuật Điện ảnh và Truyền hình Anh Quốc năm 1979 để tôn vinh những bộ phim xuất sắc nhất năm 1978.

## Chiến thắng và đề cử
BAFTA Fellowship: Fred Zinnemann
| Phim hay nhất Julia – Fred Zinnemann - Close Encounters of the Third Kind – Steven Spielberg - Midnight Express – Alan Parker - Chiến tranh giữa các vì sao 4: Niềm hi vọng mới – George Lucas | Đạo diễn xuất sắc nhất Alan Parker – Midnight Express - Fred Zinnemann – Julia - Robert Altman – A Wedding - Steven Spielberg – Close Encounters of the Third Kind                                                                       |
| Nam diễn viên chính xuất sắc nhất Richard Dreyfuss – The Goodbye Girl vai Elliot Garfield - Anthony Hopkins – Magic vai Corky Withers - Brad Davis – Midnight Express vai Billy Hayes - Peter Ustinov – Death on the Nile vai Hercule Poirot | Nữ diễn viên chính xuất sắc nhất Jane Fonda – Julia vai Lillian Hellman - Anne Bancroft – The Turning Point vai Emma Jacklin - Jill Clayburgh – An Unmarried Woman vai Erica Benton - Marsha Mason – The Goodbye Girl vai Paula McFadden |
| Nam diễn viên phụ xuất sắc nhất John Hurt – Midnight Express vai Max - François Truffaut – Close Encounters of the Third Kind vai Claude Lacombe - Gene Hackman – Superman vai Lex Luthor - Jason Robards – Julia vai Dashiell Hammett | Nữ diễn viên phụ xuất sắc nhất Geraldine Page – Interiors vai Eve - Angela Lansbury – Death on the Nile vai Salome Otterbourne - Maggie Smith – Death on the Nile vai Miss Bowers - Mona Washbourne – Stevie vai Người bà cô             |
| Kịch bản xuất sắc nhất Julia – Alvin Sargent - Close Encounters of the Third Kind – Steven Spielberg - The Goodbye Girl – Neil Simon - A Wedding – John Considine, Patricia Resnick, Allan F. Nicholls và Robert Altman | Quay phim xuất sắc nhất Julia – Douglas Slocombe - Close Encounters of the Third Kind – Vilmos Zsigmond - The Duellists – Frank Tidy - Superman – Geoffrey Unsworth                                                                      |
| Thiết kế phục trang xuất sắc nhất Death on the Nile – Anthony Powell - The Duellists – Tom Rand - Julia – Anthea Sylbert, Joan Bridge and Annalisa Nasalli Rocca - Chiến tranh giữa các vì sao 4: Niềm hi vọng mới – John Mollo | Dựng phim xuất sắc nhất Midnight Express – Gerry Hambling - Close Encounters of the Third Kind – Michael Kahn - Julia – Walter Murch - Chiến tranh giữa các vì sao 4: Niềm hi vọng mới – Paul Hirsch, Marcia Lucas và Richard Chew       |
| Nhạc phim hay nhất Chiến tranh giữa các vì sao 4: Niềm hi vọng mới – John Williams - Close Encounters of the Third Kind – John Williams - Julia – Georges Delerue - Saturday Night Fever – Bee Gees | Thiết kế sản xuất xuất sắc nhất Close Encounters of the Third Kind – Joe Alves - Julia – Gene Callahan, Willy Holt và Carmen Dillon - Chiến tranh giữa các vì sao 4: Niềm hi vọng mới – John Barry - Superman – John Barry               |
| Âm thanh xuất sắc nhất Chiến tranh giữa các vì sao 4: Niềm hi vọng mới – Sam Shaw, Robert Rutledge, Gordon Davidson, Gene Corso, Derek Ball, Don MacDougall, Bob Minkler, Ray West, Michael Minkler, Les Fresholtz, Richard Portman và Ben Burtt - Close Encounters of the Third Kind – Gene Cantamessa, Robert Knudson, Don MacDougall, Robert Glass, Steve Katz, Frank Warner, Richard Oswald, David Horton, Sam Gemette, Gary Gerlich, Chet Slomka và Neil Burrow - Saturday Night Fever – Michael Colgan, Les Lazarowitz, John Wilkinson, Robert W. Glass Jr. và John T. Reitz - Superman – Chris Greenham, Gordon McCallum, Peter Pennell, Mike Hopkins, Pat Foster, Stan Fiferman, John Foster, Roy Charman, Norman Bolland, Brian Marshall, Charles Schmitz, Dick Ragusa và Chris Large | Phim tài liệu hay nhất The Silent Withness – David Rolfe |
| Phim tài liệu ngắn hay nhất Hokusai: An Animated Sketchbook – Tony White - I'll Find a Way – Beverly Shaffer - Planet Water – Derek Williams - Sunday Muddy Sunday – Lindsay Dale | Phim chuyên môn hay nhất Twenty Times More Likely – Robert Young - How a Man Schall Be Armyd – Anthony Wilkinson - Leonard Lewis – Safety Net - Play Safe – David Eady                                                                   |
| Diễn viên mới xuất sắc nhất Christopher Reeve – Superman vai Superman - Brad Davis – Midnight Express vai Billy Hayes - Mary Beth Hurt – Interiors vai Joey - Melanie Mayron – Girlfriends vai Susan Weinblatt | Đóng góp nổi bật cho điện ảnh Anh Quốc Superman – Les Bowie, Colin Chilvers, Denys Coop, Roy Field, Derek Meddings, Zorin Perisic và Wally Veevers                                                                                       |

## Thống kê
| Số lượng | Phim                                            |
| -------- | ----------------------------------------------- |
| 10       | Julia                                           |
| 9        | Close Encounters of the Third Kind              |
| 6        | Midnight Express                                |
| 6        | Chiến tranh giữa các vì sao 4: Niềm hi vọng mới |
| 5        | Superman                                        |
| 4        | Death on the Nile                               |
| 3        | The Goodbye Girl                                |
| 2        | The Duellists                                   |
| 2        | Interiors                                       |
| 2        | Saturday Night Fever                            |
| 2        | A Wedding                                       |

| Số lượng | Phim                                            |
| -------- | ----------------------------------------------- |
| 4        | Julia                                           |
| 3        | Midnight Express                                |
| 2        | Chiến tranh giữa các vì sao 4: Niềm hi vọng mới |